# Lasciate ogne speranza voi ch’entrate

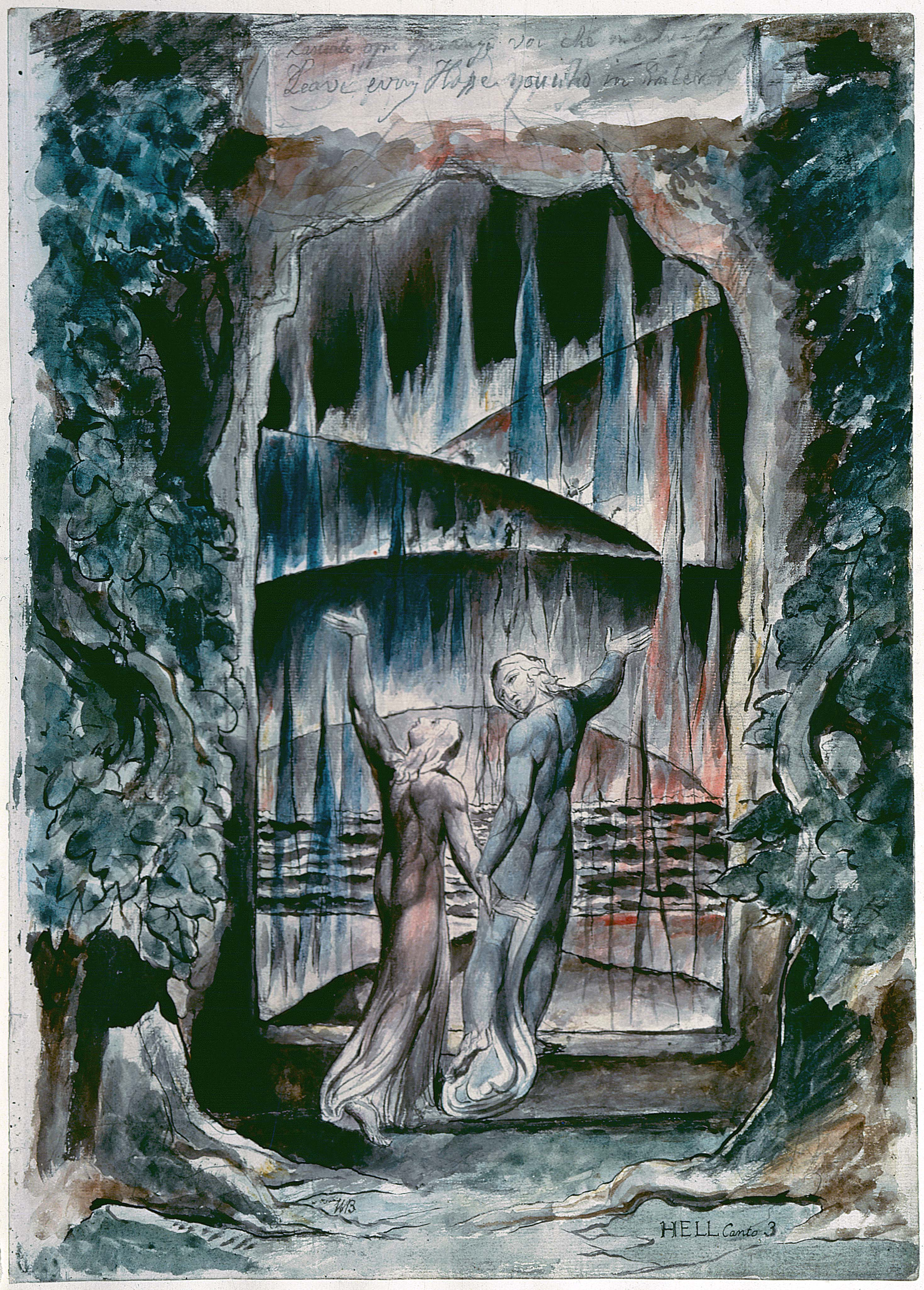
Les portes de l'infern, il·lustració de William Blake.

Lasciate ogne speranza, voi ch'entrate (Abandoneu tota esperança, els que entren aquí) és la frase final del text sobre les portes de l'infern a la Divina Comèdia de Dante Alighieri.

## Text
"Abandoneu l'esperança, vosaltres que entreu aquí" és el final de la inscripció situada sobre les portes de l'infern a La Divina Comèdia" creada per Dante Alighieri el 1307-1321 ("Infern", cant 3, estrofa 3).
El text complet de la inscripció sobre les portes de l'infern diu:
| Text | Traducció |
| --- | --- |
| Per me si va ne la città dolente, per me si va ne l'etterno dolore, per me si va tra la perduta gente. Giustizia mosse il mio alto fattore; fecemi la divina podestate, la somma sapïenza e 'l primo amore. Dinanzi a me non fuor cose create se non etterne, e io etterno duro. Lasciate ogne speranza, voi ch'intrate. | Per mi es va a les ciutats dolentes, Per mi es va al dolor etern, Per mi es va rere la gent perduda. La justícia inspirà el meu arquitecte; Fem la divina potestat, La plenitud de la saviesa i el primer amor. Antic jo només criatures eternes, I estaré a l'alçada de l'eternitat. Abandoneu tota esperança, els que aquí entreu |

## Significat simbòlic
Les paraules "Abandonar l'esperança..." s'han convertit en una expressió popular, simbolitzant les portes de l'infern com a frontera, creuant que "... entra a la ciutat dolenta per turmentar, ... entra en el turment dels segles"
A més, de vegades aquesta expressió s'utilitza per indicar quelcom desesperant i irrealitzable.

## Impacte cultural
Durant segles, la Divina Comèdia ha estat un poderós punt de partida per a l'obra d'artistes, poetes, filòsofs i polítics. No és d'estranyar que moltes de les seves trames, i, en particular, el tema d'una frontera peculiar entre la llum i la foscor: les portes de l'infern amb una advertència sobre el text de la porta, juntament amb el tema de la desesperança de certes intencions, fossin utilitzat bastant àmpliament. Per exemple:
Aleksandr Puixkin, a la seva novel·la en vers Eugeni Oneguin, al capítol 3 estrofa 22, diu:
| Text | Traducció |
| --- | --- |
| Я знал красавиц недоступных, Холодных, чистых, как зима, … И, мнится, с ужасом читал Над их бровями надпись ада: Оставь надежду навсегда. Внушать любовь для них беда, Пугать людей для них отрада. | Vaig conèixer belleses inaccessibles, Fred, pur com l'hivern … I, crec, vaig llegir amb horror A sobre de les celles hi ha la inscripció de l'infern: Abandonar l'esperança per sempre. Inspirar-los amor és un problema, Espantar la gent és una alegria per a ells. |

- Anton Txékhov, al seu conte "El cínic", diu : "Bé, per què et corres, ximple? Què estàs dormint? No sortireu d'aquí! Moriràs, no en sortiràs! Sí, t'hi acostumaràs, et reconciliaràs! No només us hi acostumareu, sinó que també ens llepareu les mans, els vostres atormentadors! Ho-ho-ho... Aquí, germà, l'infern del mateix Dante: deixa tota esperança! ".[3]
- Lenin, al seu article "Sobre la fracció dels partidaris de l'otzovisme i la construcció de Déu "): " "Abandonar l'esperança per sempre" ; això és el que "Proletari" va dir a aquests elements ("otzovistes" i "constructors de Déu") en cada número (diari), cada reunió editorial, cada discurs sobre qualsevol número següent de la vida del partit".[4]
- La idea de les paraules de Dante, com a símbol de la frontera entre el món dels vius i els morts, va inspirar a Wiktor Tołkin a crear la porta commemorativa del Museu del camp de concentració de Majdanek
- Segons alguns informes, la frase de Dante es va col·locar a sobre de les portes del camp de concentració de Mauthausen.[5][6][7]